# Musique indépendante
La musique indépendante (souvent abrégé en musique indé, indé (sans précision du genre précis), musique indie ou simplement indie) est un vaste genre musical caractérisé par des libertés créatives, des budgets réduits et une approche de la création musicale axée sur le DIY (style indépendant de production), qui trouve son origine dans les libertés accordées par les labels indépendants. La musique indépendante décrit un certain nombre de styles apparentés, mais décrit généralement la musique orientée vers la guitare qui s'éloigne des conventions du courant dominant. Il existe un certain nombre de sous-genres de musique indépendante qui combinent ses caractéristiques avec d'autres genres, tels que l'indie pop, le rock indépendant, l'indie folk et l'indie electronic. En outre, dans certains cercles, le terme « indie » prend une définition entièrement définie par le son « typique » de la musique indépendante des années 1980, perdant ainsi le sens lié au style de production.

## Caractéristiques
Bien que le terme « indie » ait d'abord été utilisé pour décrire la musique publiée par des labels indépendants, il se développe pour décrire un son spécifique en raison de la liberté créative des groupes et des artistes qui l'ont créé. Les groupes disposent souvent de petits budgets et adoptent une philosophie DIY qui influence leur son. La musique indépendante représente généralement une musique orientée vers la guitare qui s'éloigne des conventions commerciales. Elle comporte souvent des paroles sincères et émotives, avec de nombreuses références culturelles et sociopolitiques. De nombreux artistes signés par de grands labels conservent le contrôle de leur création, et sont toujours considérés comme des artistes indépendants.

## Histoire

### Origine des labels indépendants
Les labels indépendants ont une longue histoire de promotion des développements de la musique populaire, qui remonte à la période d'après-guerre aux États-Unis, avec des labels tels que Sun Records, King Records, et Stax. Au Royaume-Uni, dans les années 1950 et 1960, les grands labels ont un tel pouvoir que les labels indépendants ont du mal à s'établir, jusqu'au lancement de nouveaux labels comme Virgin Records. Plusieurs producteurs et artistes britanniques ont lancé des labels indépendants comme débouchés pour leur travail et les artistes qu'ils aimaient ; la plupart ont échoué en tant qu'entreprises commerciales ou ont été rachetés par les grands labels.

### Émergence d'un genre musical

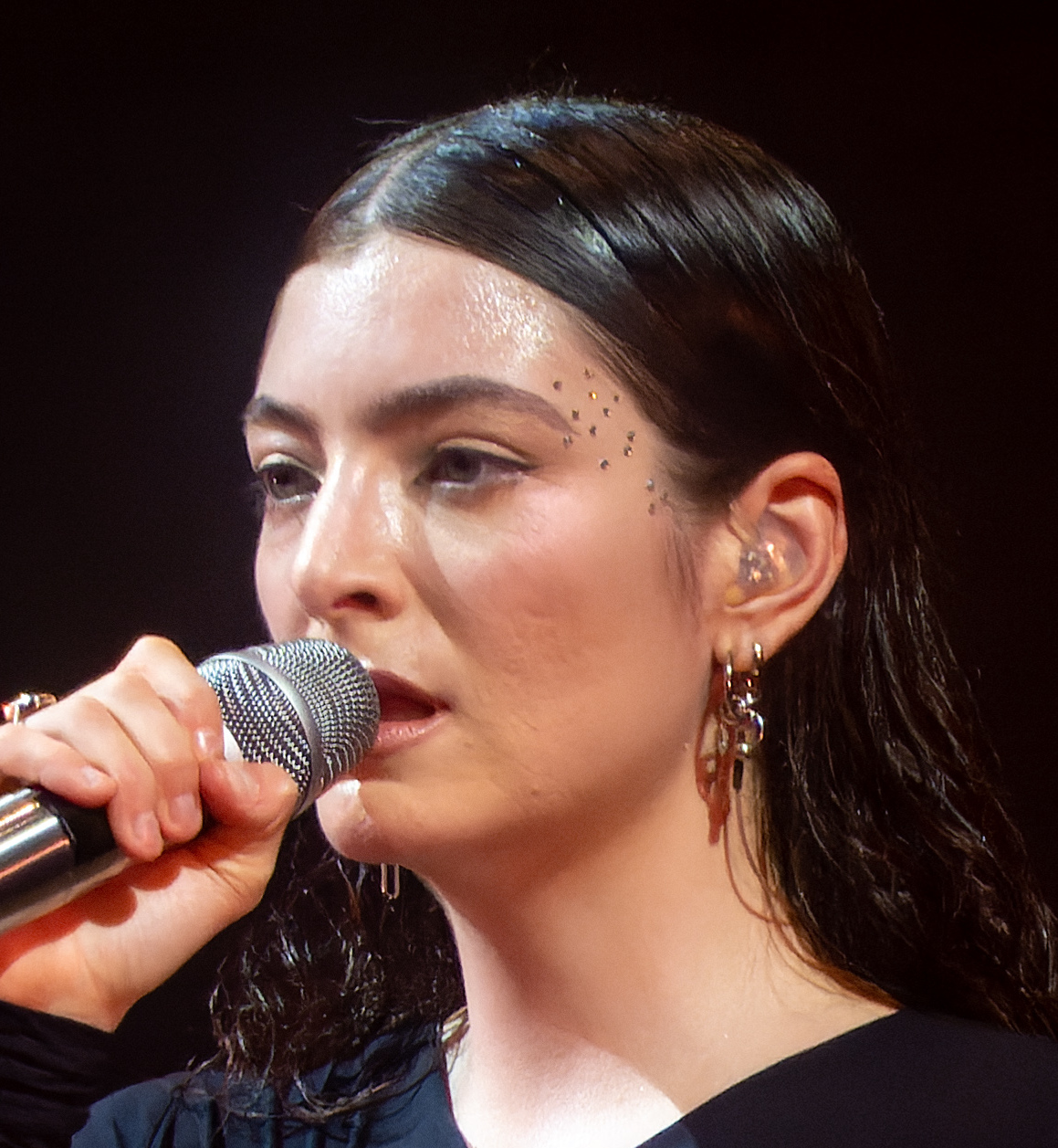
La musicienne de pop alternative Lorde en 2022.

À l'époque du punk rock, le nombre de labels indépendants augmente. En 1977, le groupe Buzzcocks (originaire de Manchester) publie Spiral Scratch, considéré comme le premier album de rock indépendant. À la fin des années 1970, certains labels indépendants britanniques (tels que Rough Trade, Factory Records, Fiction et Mute) contribuent à l'émergence d'un style musical distinct dans la musique indie, influencé par le post-punk et la new wave. Parmi les albums importants qui contribuent à ce style, citons Unknown Pleasures (1979) de Joy Division et Speak and Spell (1981) de Depeche Mode. Publié sur Rough Trade, Inflammable Material (1979) est le premier album indépendant à se vendre à plus de 100 000 exemplaires.
Dans les années 1980, le groupe d'indie pop The Smiths, signé chez Rough Trade, « est devenu l'exemple même de l'indie, tant sur le plan musical que culturel », selon The Conversation. Le son authentique des Smiths contrastait avec la pop commune hautement produite de l'époque.
L'UK Indie Chart est compilé pour la première fois en 1980, et la distribution indépendante s'est mieux organisée à partir de la fin des années 1970. En 1986, le NME publie l'album de compilation C86, qui a une influence sur le développement de la musique indépendante,. Aux États-Unis, la musique indépendante est d'abord diffusée dans les années 1980 par les radios universitaires, ce qui lui vaut le nom de « college rock » (également appelé plus tard « rock moderne » et « rock alternatif »). Parmi les albums américains marquants de cette époque, citons Daydream Nation (1988) de Sonic Youth et Doolittle (1989) des Pixies.
Cependant, contrairement au Royaume-Uni, cette musique n'est pas qualifiée d'« indie » avant les années 2000. La musique indépendante connait un grand succès commercial dans les années 1990, en particulier avec des groupes de Britpop comme Blur, Pulp et Oasis. De même, des groupes américains de grunge comme Nirvana, Pearl Jam et les Smashing Pumpkins connaissent le succès auprès du grand public. En 1991, les Grammys ajoutent une section « alternative » à leur cérémonie de remise des prix, pour les « formes non traditionnelles » existant « en dehors de la conscience musicale du grand public ».

### XXIesiècle
La facilité de diffusion de l'information sur Internet influence la popularisation de la musique indépendante aux États-Unis et sa diffusion dans le monde entier. Les amateurs de musique ne dépendaient plus des publications ou des magazines pour connaître les nouveaux artistes. Au début du XXIe siècle, le terme indie en est venu à décrire un certain nombre de sous-genres apparentés mais distincts. L'indie folk, par exemple, est une approche dépouillée et peu fidèle de la folk, comme le montrent Fleet Foxes ou le premier album de Bon Iver, For Emma, Forever Ago. Parmi les groupes de rock indépendant très populaires de cette époque figurent Arcade Fire et Arctic Monkeys. À cette époque, le terme « indie » transcende la définition de la musique publiée uniquement de manière indépendante et en vient à représenter une « résistance générale à la culture populaire et au courant dominant, évoquant le réalisme, l'indépendance et l'authenticité ».

## Labels indépendants
Un label discographique indépendant est un label discographique qui fonctionne en dehors du financement et du contrôle créatif des grands labels (appelés majors). Un label indépendant dispose généralement d'une plus grande liberté de création, au prix de budgets et de personnel plus réduits. Il est souvent en mesure de soutenir des artistes travaillant dans des styles musicaux de niche et s'appuie fortement sur les réseaux personnels, ou le bouche à oreille, pour faire connaître leurs œuvres. Les labels indépendants sont généralement de petites opérations, ne bénéficiant pratiquement d'aucune aide extérieure et fonctionnant dans de minuscules bureaux. Certains artistes choisissent de passer d'un label indépendant à un grand label si l'occasion leur en est donnée, car les grands labels ont beaucoup plus de pouvoir et de moyens financiers pour promouvoir et distribuer les produits, ce qui accroît parfois les chances de succès.

## Genres musicaux
La musique indépendante est une vaste catégorie qui se compose de sous-genres distincts avec des influences de divers autres genres.

### Indie pop
L'indie pop est un style de pop issu du post-punk britannique à la fin des années 1970,. L'indie pop est l'un des premiers genres musicaux indépendants et est d'abord synonyme d'« indie ». L'indie pop se caractérise par l'accent mis sur la mélodie, les arrangements et l'harmonie, avec moins d'angoisse et de distorsion par rapport au rock indépendant,. Parmi les sous-genres notables, on peut citer la pop de chambre (pop baroque et lo-fi), qui ajoute une orchestration luxuriante de chambre, et la twee pop, qui se caractérise par une « simplicité primaire ».

### Rock indépendant

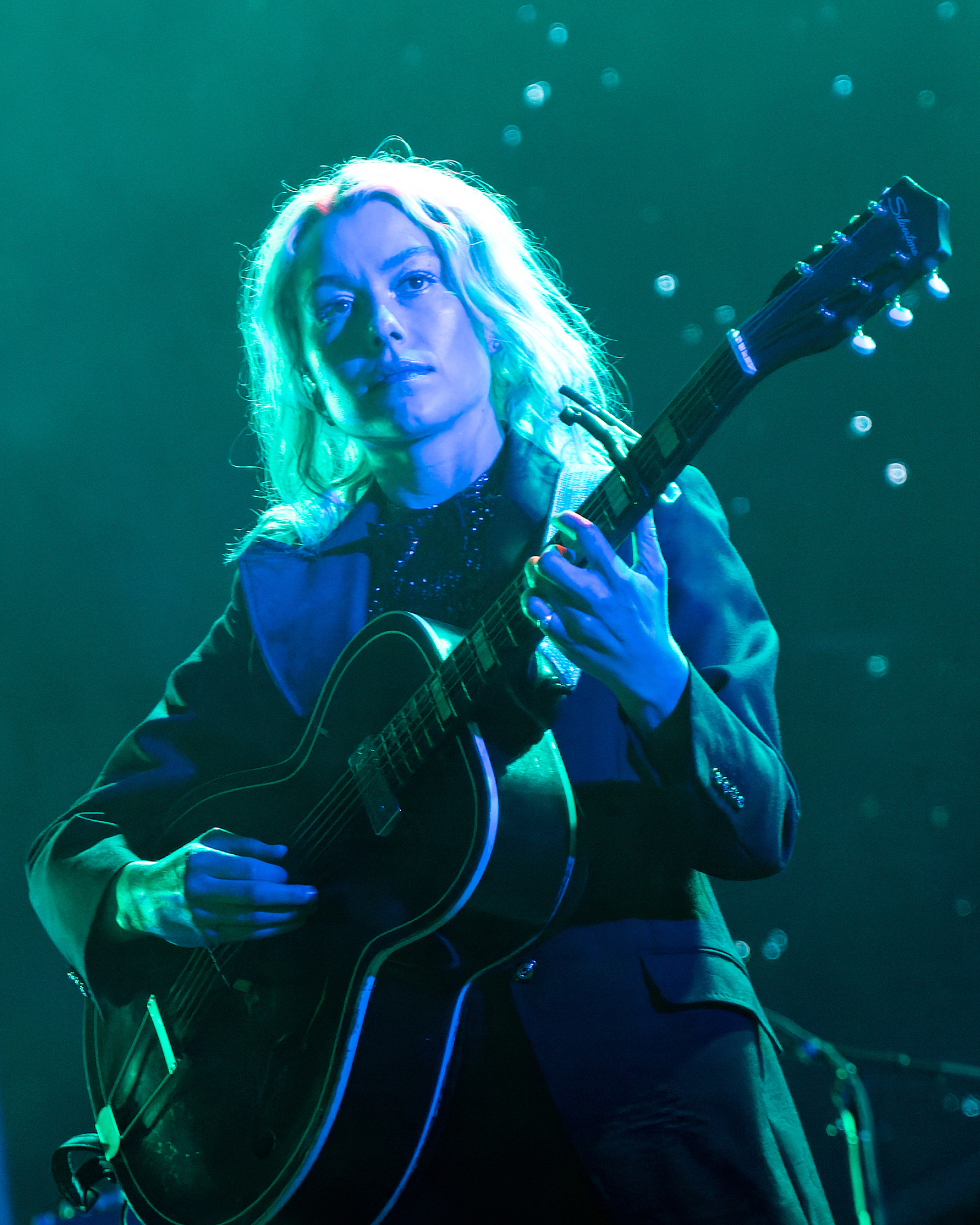
La musicienne d'indie folk Phoebe Bridgers.

Le rock indépendant (également appelé simplement « indie »), est un genre de rock et l'un des genres musicaux indépendants les plus populaires. Il est issu des mouvements rock alternatif, punk rock et indépendant des années 1980,, avec des scènes locales émergeant dans de nombreuses villes américaines et villes universitaires. Le son néo-zélandais Dunedin des années 1970 et 1980 a également une influence sur le développement du rock indépendant. Dans les années 1990, le rock indépendant se démarque du rock alternatif, et gagne en popularité auprès du grand public, poussé par la popularité de la scène grunge de Seattle, en particulier Nirvana. Les artistes les plus connus des années 2000 sont The Strokes, Yeah Yeah Yeahs et Arctic Monkeys, et ceux des années 2010 The 1975 et Vampire Weekend. Le rock indépendant inspire ensuite une multitude de sous-genres et de styles dérivés, tels que la dream pop, la noise pop, le lo-fi, le math rock, l'emo, etc.

### Indie folk
L'indie folk est un genre de musique folk qui voit le jour dans les années 1990 avec des artistes comme Elliott Smith et Will Oldham. Le genre se développe à partir du folk traditionnel et contemporain, mais adopte une approche distinctement indépendante inspirée du rock indépendant. Le genre gagne en popularité et en soutien dans les années 2000 grâce à des labels tels que Saddle Creek, Barsuk, et Sub Pop. Parmi les artistes indie folk du XXIe siècle, citons Fleet Foxes, Bon Iver, Great Lake Swimmers, Sufjan Stevens et Phoebe Bridgers,. L'indie folk se distingue par son instrumentation acoustique — et se compose souvent uniquement de voix et de guitare acoustique — bien que certains artistes expérimentent une instrumentation plus diversifiée. En outre, les artistes indie folk sont souvent des auteurs-compositeurs-interprètes.

### Indie electronic
L'indie electronic (ou musique électronique indépendante), également connue sous le nom d'indietronica, est une vaste catégorie musicale mêlant les genres de musique indépendante et électronique,. Elle n'est pas considérée comme une scène ou un mouvement, et combine souvent des influences d'une variété de genres. Elle trouve ses origines dans les années 1990, avec des groupes comme Stereolab, Arab Strap et Disco Inferno qui ont contribué au style,. L'Indietronica gagne largement en popularité dans les années 2000, avec l'accessibilité croissante à l'enregistrement à domicile et aux synthétiseurs logiciels. Parmi les artistes influents de cette époque figurent Hot Chip, Metronomy et The Postal Service. Certains artistes des années 2010 connaissent un succès plus large avec leur musique, par exemple James Blake et The xx. Les artistes indietronica sortent généralement leur musique sur des labels indépendants, par exemple Sub Pop, Warp et Ghostly International.